# Sjúrður Skaale
Sjúrður Skaale (født 8. marts 1967 i Tórshavn) er en færøsk journalist, politiker (JF), skuespiller og sanger, der siden valget i 2011 har været et af Færøernes to medlemmer af Folketinget.

## Familie
Skaale er opvokset i Tórshavn som søn af navigationslærer Jóannes Skaale og handicaplærer Óluva Skaale. Han er barnebarn af byens tidligere borgmester Sigfried Skaale og gift med psykologen Súsanna O. Skaale.

## Uddannelse
Han tog en suppleringsuddannelse i spansk fra Københavns Universitet 1990-91, og blev efterfølgende cand.scient.pol. fra smst. efter studier i statskundskab ved Københavns Universitet og Universidad Complutense de Madrid 1992-97.

## Arbejdsliv
Sideløbende med sine studier arbejdede han som journalist ved de færøske aviser Dimmalætting og Sosialurin fra 1989 til 1997. Derefter var han 1997-98 tv-journalist ved Sjónvarp Føroya. Så skiftede han karrierevej og blev embedsmand og rådgiver ved Færøernes Landsstyre 1999 til 2001 og sekretær for Den Nordatlantiske Gruppe i Folketinget 2001-05. Hvorefter han vendte tilbage til Færøerne, hvor han arbejdede som selvstændig konsulent, gymnasielærer og reklamemand fra 2005 til 2008.

## Politisk karriere
Skaale blev lagtingskandidat for Tjóðveldisflokkurin i Tórshavn i 2005. Han kom i tinget ved Lagtingsvalget 2008 og blev medlem af Lagtingets kulturudvalg. Sideløbende var han midlertidigt folketingsmedlem 19. februar 2008 til 8. september 2008 som stedfortræder for Høgni Hoydal. Skaale meldte sig i 2011 ud af Tjóðveldi på grund af uenighed om partiets holdning til et forslag om en ny færøsk grundlov. Senere samme år meldte han sig ind i Javnaðarflokkurin og blev valgt til Folketinget for dette ved valget i 2011. Han var i perioden 2011-2017 formand for Færøudvalget og har siden 2019 været næstformand i samme udvalg, endvidere er han medlem af Nordisk Råd og stedfortræder i Udenrigspolitisk Nævn.
Skaales tale ved Folketingets afslutningsdebat den 29. og 30. maj 2024 blev kåret til Årets Danske Tale 2024.

## Entertainer
Skaale er også kendt som komiker, skuespiller og sanger. Sammen med Jákup Veyhe har han dannet duoen Pipar & Salt (Pepper og Salt), som udgav flere film og havde shows, som de fremførte rundt omkring på øerne, dog mest i Tórshavn. De lavede nogle parodier på forskeelige typer af færinger, f.eks. lavede Sjúrður Skaale parodien Esmar Esturoy, som er en kikset færøsk studerende, som bruger tykke briller, er meget afhængig af sin mor (spillet af Jákup Veyhe). De har også lavet parodier på folk fra den sydligste ø Suðuroy, som kom i alvorlig krise i 1990'erne og oplevede stor folkefraflytning. Sangen Lat tey vita Ólavsøka ser på problematikken fra en humoristisk synsvinkel. De lavede parodier på flere af de færøske politikere, f.eks. Kaj Leo Johannesen, lagmand, de havde altid en fodbold under armen, når de lavede parodier med ham, en henvisning til lagmandens fortid som fodboldmålmand for HB Tórshavn og for det færøske landshold. De lavede også parodier på fanatiske religiøse personer og på en typisk mand fra Tórshavn. Skaale lavede også parodi på en karl smart type, som de kaldte Kári Cool. Pipar og Salt var meget populære i 1990'erne og i 2000'erne. De holdt en pause i nogle år, hvor Jákup Veyhe fortsatte i samme genre for sig selv. Men i 2011 optrådte de igen med nogle shows rundt omkring, f.eks. til Jóansøka i Tvøroyri i juni 2011. Mens de lavede Pipar og Salt lavede de også flere sange, hvoraf flere blev et hit på Færøerne. Sjúrður Skaale har også lavet sine egne sjove film, som han kalder E elski Førjar (med vilje er det forkert stavet, det skal staves "Eg elski Føroyar"). Flere af optagelserne var lavet i København, hvor unge færsøske studerende deltog med sang og sketcher. Sangen "Hetta landið er mítt" eller Danskt pjatt blev et hit på Færøerne. I filmen laver Sjúrður en parodi på en færøsk mand, Haraldur, som har giftet sig med en dansk kvinde og så har de en datter sammen, som hele tiden siger "Babba for fanden" (Babba betyder "far" på færøsk). Faren beholder de færøske madtraditioner, og udtaler sig meget negativt om alt som er typisk dansk, dansk pjat, som han siger i sangen.

## Diskografi
- Pipar & Salt (cd, 1998, vhs 2000, dvd 2005)
- Pipar & Salt Classic, tv-serie på dvd, 2007
- E Elski Førjar, tv-serie på dvd og cd, 2008
- E Elski Førjar live, dvd, 2008
- Pipar & Salt-live, dvd, 2011